# 磺胺甲氧哒嗪
磺胺甲氧哒嗪是一种磺胺类药物，其INN名称是“Sulfamethoxypyridazine”。该药物可用于治疗由细菌感染引起的疾病等病症。该药物在血液中的半衰期尚不明确。该药物是哒嗪的一种磺胺类衍生物。该药物除抗菌外，也能起到抑制二氢蝶酸合成酶（EC 2.5.1.15）的作用。